# Watsche Howsepjan
Watsche Howsepjan (armenisch Վաչե Հովսեփյան, englisch Vache Hovsepyan; * 17. September 1925 in Jerewan; † 1. Dezember 1987) war ein armenischer Duduk-Spieler. 
Hovsepian war einer der bedeutendsten armenischen Dudukspieler des 20. Jahrhunderts. Neben der Duduk spielte er auch Zurna und Klarinette. Mit Antranik Askarian spielte er The Feeling Begins in Peter Gabriels Passion, dem Soundtrack zu Martin Scorseses Film Die letzte Versuchung Christi und machte damit das Instrument in den westlichen Ländern bekannt. Sein Appartement in Jerewan war ein Zentrum des kulturellen und intellektuellen Lebens in Armenien in der Zeit der Sowjetunion.